# Martha Larsson
Martha Larsson, född 11 maj 1908 i Västra Alstads församling, Malmöhus län, död 21 maj 1993, i Alstads församling, Malmöhus län, var en svensk poet och journalist. 
Hon var syster till målaren Dagny Larsson. 
Martha Larsson började 1933 som journalist på Svenska Dagbladet efter studier i bland annat Frankrike. Inledningsvis skrev hon om böcker och gjorde reportage under eget namn eller signaturerna L., Elle och Camilla Hon verkade som en av de första kvinnliga, svenska utrikeskorrespondenterna, efter andra världskriget stationerad i Rom.
1944 debuterade hon som poet med I denna cirkel och gav senare ut fler diktsamlingar, en av dem är Vår fjädervikt är oerhörd (1948). Martha Larsson översatte även en del italiensk poesi till svenska.
Efter att ha avslutat sin tjänstgöring som korrespondent i Rom 1980 bosatte hon sig på Sofiedal i Alstad mellan Malmö och Trelleborg. Hennes efterlämnade handlingar förvaras vid Lunds universitet.